# Naïri Nahapétian
Naïri Nahapétian, född 1970 i Iran, är en fransk-iransk journalist och författare.
Nahapétian flydde till Frankrike efter den islamiska revolutionen 1979. Hon har arbetat som journalist i många år, och är anställd vid Alternatives Économiques. 2006 gav hon ut essän ”L’usine à vingt ans” (”Fabriken vid tjugo”). Hennes debutroman Vem dödade ayatolla Kanuni? (2009, på svenska 2010) är en deckare som utspelar sig i Teheran några veckor före presidentvalet 2005. Den är den första boken i en serie.